# Градски стадион у Ивањици
Градски стадион у Ивањици (познатији као стадион ФК Јавор или стадион крај Моравице ) је фудбалски стадион у Ивањици, Србија. На њему своје домаће утакмице игра суперлигаш ФК Јавор.
Капацитет стадиона је 3.000 седећих места, југ (1471), исток (573), запад (723) и ложа (233).

## Улагања у инфраструктуру
- Стадион је комплетно реновиран 2002. године. Изграђена је јужна трибина, проширене источна и западна и постављене су столице. Том приликом направљене су и нове свлачионице.[4]

- У августу 2015. на стадиону су постављени рефлектори, што је омогућило праћење утакмица у вечерњем термину. Инвестиција је била вредна 430.000 евра. Сијалице за рефлекторе донирао је Фудбалски савез Србије, одлуком општине Ивањица одобрено је још пет милиона динара а остатак је инвестиран из буџета ФK Јавор и фирме ’’Матис’’.[5] Утакмица између Јавора и Радничког из Ниша била је прва под рефлекторима а одиграна је 29. августа 2015.[6][7]

- У марту 2017. постављен је нов семафор у вредности од око 60.000 евра.[8][9]

- Током јуна 2019. започета је потпуна реконструкција стадиона и ревитализација терена а већи део средстава обезбедио је Фудбалски савез, док је остатак финансирао клуб из сопствених средстава. На самом терену је изведена замена дренаже, промена бусена, уведено аутоматско наводњавање и промењена сигурносна ограда унутар терена. Радови су износили око 200.000 евра.[10][11]

- Крајем 2019. и почетком 2020. извођени су радови на спољној страни стадиона, тј. промењена је бетонска ограда дуж источне и северне стране. За ову намену из буџета локалне самоуправе издвојено је око седам милиона динара.[10][12][13][14]

- Од јула до септембра 2024. на месту постојећег терена обављено је постављање вештачке траве.[15][16] Клуб је у сарадњи са Фудбалским савезом Србије уложио непуних 700.000 евра.[17]

- Поглед на терен стадиона у Ивањици (2019)
- Поглед са јужне трибине стадиона у Ивањици (2019)